# Spegelberöringssynestesi
Spegelberöringssynestesi är en form av synestesi där en person upplever beröring på sin egen kropp, när de observerar någon annan bli berörd.
Vissa individer upplever också andras smärta eller andras känslor. Personer med spegelberöringssynestesi tenderar att ha högre empati än genomsnittet.
Spegelberöringssynestesi förekommer hos cirka 1,6–2,5 % av befolkningen. För en del är det en berikande upplevelse, medan det för andra kan kännas överväldigande.
Tillståndet har kopplats till hjärnans spegelneuroner, och intensiteten varierar från person till person. Vissa har starka fysiska reaktioner på varje beröring de observerar. Andra beskriver sina upplevelser som ett "eko". Hos vissa är reaktionerna begränsade till mänsklig beröring, medan andra även reagerar på att djur eller livlösa föremål berörs.

## Historia
Det första rapporterade fallet av spegelberöringssynestesi inträffade 2004 hos en patient som kallas C. När hon observerade att någon annan berördes upplevde hon också samma beröring på sin kropp. Även om hon hade upplevt detta i hela sitt liv, insåg hon inte att det var ovanligt förrän hon pratade om det med andra.